# Lisi Martín
Felicidad Martín Marqués (Barcelona, 1944-) es una ilustradora catalana, conocida como Lisi Martín, pseudónimo con el que firma.

## Biografía
Nació en Barcelona en 1944 y se formó como ilustradora en la Escuela Massana de Barcelona. Los primeros años de su vida profesional trabajó para la editorial catalana Busquets Gruart, dibujando mayoritariamente postales de Navidad.
A principios de la década de 1980, después de una visita a la Feria del Libro de Frankfurt, empezó a dibujar para la editorial sueca Picture Graphica hasta su jubilación, por este motivo ha desarrollado la mayor parte de su carrera profesional fuera del país y es poco conocida en Cataluña.
Durante los años 1981 y 1982 su obra estuvo representada en las ediciones del Salón del Cómico y la Ilustración de Barcelona.

## Obra artística
Se ha especializado en la ilustración de temas infantiles con un estilo delicado, femenino y particularmente adecuado para sugerir atmósferas de sueño, que encajan a la perfección con los gustos nórdicos y centroeuropeos.
Sus dibujos ilustran especialmente postales de Navidad y felicitaciones diversas, pero también se  han hecho muñecas, papel de regalo, ediciones seriadas de platos, figuras de porcelana y merchandising para el mercado europeo y norteamericano.
Es una acuarelista de oficio y domina esta complicada técnica a la perfección; consigue transiciones, formas, colores suaves, netos, mayoritariamente tonos pastel, muchas veces combinados con colores rojos potentes. No utiliza nunca líquido de enmascarar para reservar blancos en sus dibujos, sino que trabaja directamente con el blanco del papel o con ligeros toques de guaix para obtener transiciones suaves. Utiliza con maestría y sutileza, solo en la justa medida, otros elementos como los lápices aquarelables o incluso la sal común y la lejía para conseguir efectos y texturas que enriquecen sus acuarelas. 
Su obra es fruto de un trabajo meticuloso, la búsqueda constante de la perfección y el amor por el trabajo bien hecho. Se la considera versátil, aunque trabaja en un ámbito temático bastante acotado.
En el 2018 cedió sus dibujos originales, tarjetas de Navidad y felicitaciones diversas a la Biblioteca de Cataluña.